# St. Michael (Prudnik)

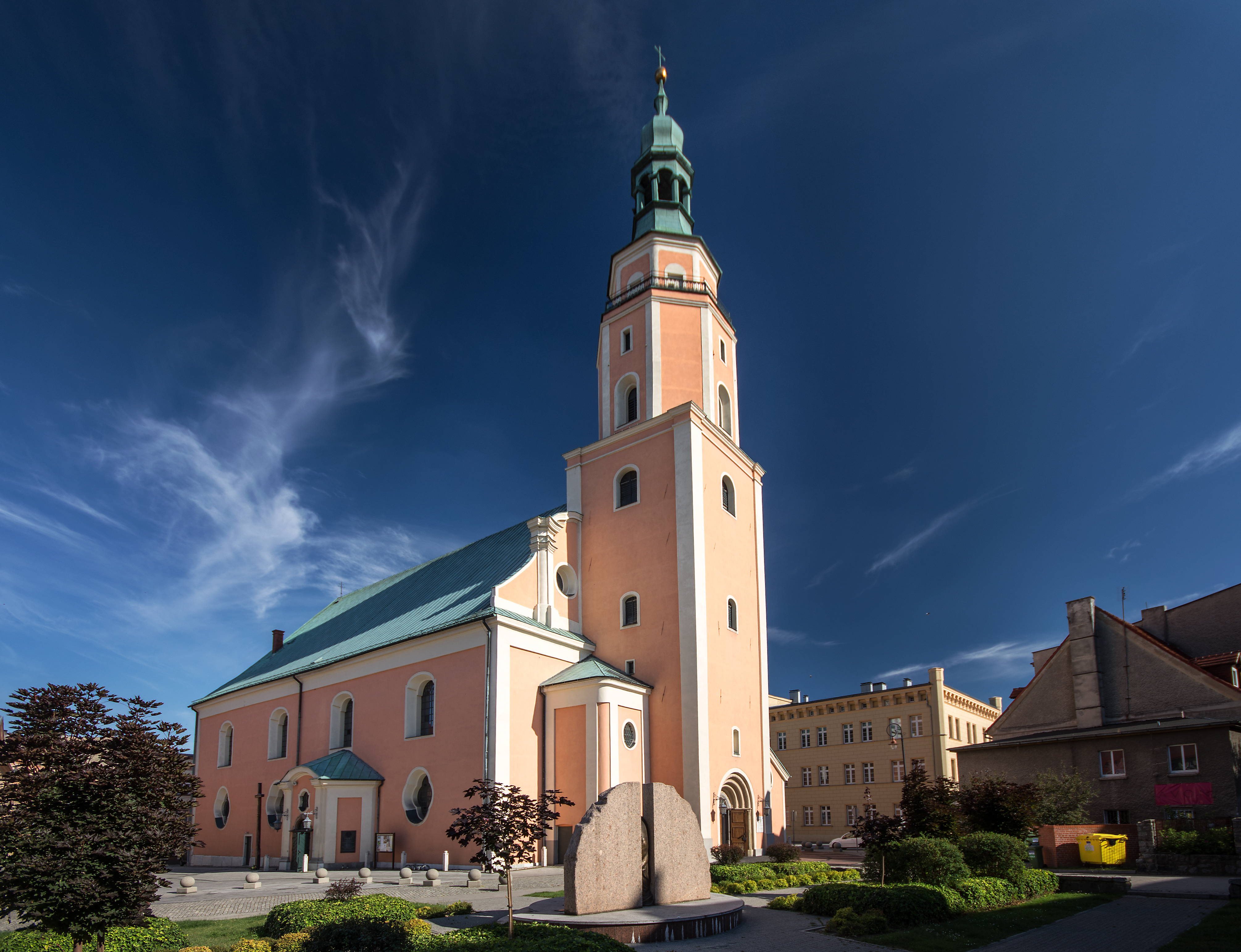
St.-Michael-Kirche

Die St.-Michael-Kirche im oberschlesischen Prudnik (poln. Kościół św. Michała Archanioła) steht am Farny-Platz (Plac Farny; früher Obere Kirchstraße).

## Geschichte
Die bereits 1321 als Marienkirche erwähnte spätere Pfarrkirche St. Michael diente von 1554 bis 1627 als evangelisches Gotteshaus. Nach einem Brand wurde sie 1612 bis 1638 wieder aufgebaut. Von 1730 bis 1738 erfolgte ein Neubau im spätbarocken Stil nach dem Entwurf des Architekten Johann Innozenz Töpper. Die Steinmetzarbeiten schuf Johann Georg Höhenstein, die Wandmalereien 1735 Felix Anton Scheffler. Die Fresken in der Sakristei, in der Weidingerkapelle, im Chor und Langhaus schuf zwischen 1898 und 1900 der Frankensteiner Kunstmaler Josef Krachwitz. Der Hauptaltar mit den Statuen der Vier Kirchenväter entstand um 1740. Das gerahmte Altargemälde Mariä Himmelfahrt ist eine Stiftung des Leubuser Abtes Konstantin Beyer. Es wurde von Christian Philipp Bentum gemalt. Die Kanzel mit engelbesetztem Deckel und Standbild der hl. Barbara entstanden ebenfalls um 1740; den Kreuzweg schuf der Neisser Maler Ferdinand Winter in der zweiten Hälfte des 19. Jahrhunderts. Das Patronatsgestühl stammt aus dem 17. Jahrhundert. Das Gemälde Christus im Gefängnis wurde 1651 von Probst Heinrich Frosius gestiftet.